# Tiksi
Tiksi (en russe : Тикси) est une commune urbaine et un port de la république de Sakha, en Russie, et le centre administratif de l'oulous Boulounski. Sa population s'élevait à 4 604 habitants en 2017. Il s'agit du port le plus septentrional de la Russie.

## Géographie

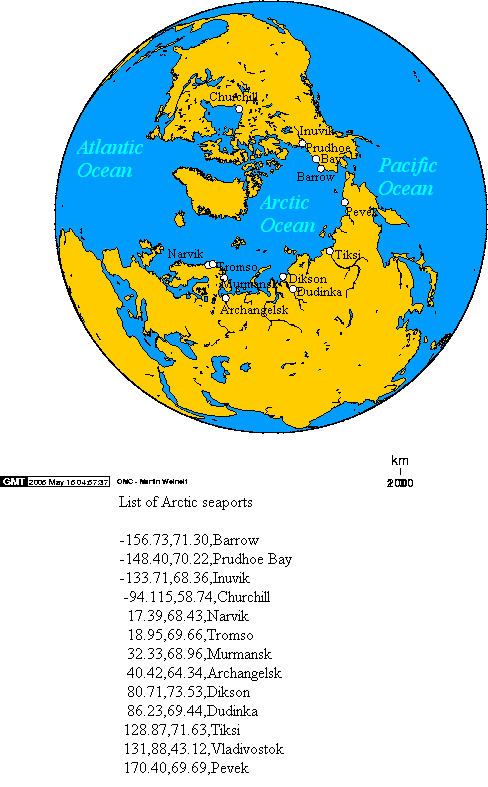
Tiksi et les autres ports arctiques.

Tiksi est située sur la côte de l'océan Arctique, à 1 070 km au nord de Iakoutsk et à 4 306 km au nord-est de Moscou.

## Histoire
Ce port était jusqu'à récemment une des escales de la route maritime du Nord, ligne de transport maritime russe longeant la côte arctique en ayant recours à des brise-glaces. Tiksi est situé à proximité d'un bras du delta de la Léna, fleuve qui est la principale artère de communication de la Iakoutie. La crise économique qui a suivi l'éclatement de l'URSS, l'absence de courants de fret importants dans cette partie de la Sibérie, la longueur de l'hiver (la mer est gelée 10 mois sur 12) ont entrainé le report du terminus de la ligne plus à l'ouest. Désormais, le fret transite par le sud de la Iakoutie.

## Population
Depuis la fermeture de la ligne maritime, la localité a perdu une grande partie de sa population. L'agglomération comporte une base aérienne de l'Armée de l'air russe avec une piste de 3 000 mètres qui accueille essentiellement des bombardiers Tupolev Tu-95 Bear (voir Aéroport de Tiksi).
Recensements (*) ou estimations de la population
| 1959* | 1970* | 1979* | 1989*  | 2002* |
| ----- | ----- | ----- | ------ | ----- |
| 4 833 | 8 099 | 9 505 | 11 649 | 5 873 |

| 2010* | 2012  | 2013  | 2017  | - |
| ----- | ----- | ----- | ----- | - |
| 5 063 | 5 496 | 5 023 | 4 604 | - |

## Climat
| Mois                                        | jan.      | fév.       | mars       | avril      | mai        | juin       | jui.      | août      | sep.       | oct.     | nov.       | déc.       | année      |
| ------------------------------------------- | --------- | ---------- | ---------- | ---------- | ---------- | ---------- | --------- | --------- | ---------- | -------- | ---------- | ---------- | ---------- |
| Température minimale moyenne (°C)           | −33,1     | −33,7      | −29,9      | −22,1      | −9,1       | 0,6        | 4,7       | 5,2       | −0,5       | −13,1    | −25,5      | −31,5      | −15,7      |
| Température moyenne (°C)                    | −29,5     | −30        | −25,4      | −16,8      | −5,6       | 3,8        | 8,3       | 8,4       | 2,2        | −9,7     | −22        | −28,1      | −12        |
| Température maximale moyenne (°C)           | −25,9     | −26,6      | −21,3      | −12,1      | −2,2       | 8          | 12,7      | 11,6      | 4,8        | −7       | −18,7      | −24,7      | −8,5       |
| Record de froid (°C) date du record         | −48 1956  | −50,5 2002 | −47,2 1942 | −46,9 1951 | −32,2 1970 | −15,8 1987 | −4 1978   | −4 1947   | −18,2 1962 | −35 1977 | −43,9 1998 | −48,8 1993 | −50,5 2002 |
| Record de chaleur (°C) date du record       | −7,6 2016 | −5,2 1940  | 1,6 2011   | 9,6 2011   | 23,6 1937  | 32,8 1959  | 34,3 1991 | 29,8 1983 | 23 1980    | 6,1 1947 | −1,2 2010  | −4,9 1983  | 34,3 1991  |
| Ensoleillement (h)                          | 0         | 40         | 176,9      | 276,5      | 199        | 238,2      | 246,4     | 132,6     | 86,8       | 52,9     | 4          | 0          | 1 453,3    |
| Précipitations (mm)                         | 22        | 15         | 10         | 8          | 15         | 28         | 45        | 48        | 27         | 15       | 19         | 21         | 273        |
| dont neige (cm)                             | 4         | 5          | 6          | 8          | 8          | 2          | 0         | 0         | 0          | 2        | 3          | 3          | 41         |
| Record de pluie en 24 h (mm) date du record | 17 2009   | 34 1954    | 24 1967    | 20 1989    | 21 1979    | 33 1944    | 54 2003   | 35 2006   | 27 2009    | 19 1965  | 30 1966    | 16 1984    | 54 2003    |
| Nombre de jours avec précipitations         | 0         | 0          | 0          | 0,1        | 4          | 16         | 21        | 21        | 13         | 0        | 0          | 0          | 75         |
| Humidité relative (%)                       | 82        | 82         | 83         | 83         | 85         | 82         | 83        | 83        | 82         | 83       | 82         | 81         | 83         |
| Nombre de jours avec neige                  | 23        | 22         | 21         | 19         | 22         | 9          | 1         | 1         | 15         | 25       | 23         | 23         | 204        |
| Nombre de jours d'orage                     | 0         | 0          | 0          | 0          | 0          | 1          | 1         | 0         | 0          | 0        | 0          | 0          | 2          |
| Nombre de jours avec brouillard             | 0         | 0,2        | 0,1        | 1          | 5          | 7          | 9         | 4         | 2          | 0        | 0,2        | 0,03       | 29         |

| Diagramme climatique                                  |              |              |             |            |        |           |           |           |           |              |              |
| J                                                     | F            | M            | A           | M          | J      | J         | A         | S         | O         | N            | D            |
| −25,9−33,122                                          | −26,6−33,715 | −21,3−29,910 | −12,1−22,18 | −2,2−9,115 | 80,628 | 12,74,745 | 11,65,248 | 4,8−0,527 | −7−13,115 | −18,7−25,519 | −24,7−31,521 |
| Moyennes : • Temp. maxi et mini °C • Précipitation mm |              |              |             |            |        |           |           |           |           |              |              |